# Grensmarks voetbalkampioenschap 1930/31
In 1930/31 werd het tweede Grensmarks voetbalkampioenschap gespeeld, dat georganiseerd werd door de Baltische voetbalbond. De competitie werd uitgebreid met twee reeksen. De clubs uit Köslin en Schneidemühl speelden de voorgaande jaren in de Pommerse competitie. 
PSV Elbing werd kampioen en plaatste zich voor de Baltische eindronde. Als vicekampioen mocht ook SV Neufahrwasser naar die eindronde. Neufahrwasser werd laatste terwijl Elbing samen met VfB Königsberg op de tweede plaats eindigde. In de wedstrijd om de tweede plaats moest Elbing de duimen leggen met 6:2. 

## Kreisliga

### Kreisliga Westpreußen

#### Groep A
| Plaats | Club                 | Wed. | W | G | V | Saldo | Ptn. |
| ------ | -------------------- | ---- | - | - | - | ----- | ---- |
| 1.     | PSV Elbing           | 6    | 6 | 0 | 0 | 25:7  | 12   |
| 2.     | SV Victoria Elbing   | 6    | 3 | 0 | 3 | 20:14 | 6    |
| 3.     | Marienburger SV 1905 | 6    | 2 | 0 | 4 | 11:21 | 4    |
| 4.     | VfB Deutsch Eylau    | 6    | 1 | 0 | 5 | 9:23  | 2    |

|  | Geplaatst voor eindronde Westpreußen |

#### Groep B
SV Hochmeister Marienburg wijzigde de naam in MSV Hochmeister Marienburg
| Plaats | Club                       | Wed. | W | G | V | Saldo | Ptn. |
| ------ | -------------------------- | ---- | - | - | - | ----- | ---- |
| 1.     | VfR Hansa Elbing           | 6    | 5 | 0 | 1 | 21:11 | 10   |
| 2.     | MSV Hochmeister Marienburg | 6    | 3 | 2 | 1 | 21:13 | 8    |
| 3.     | Elbinger SV 1905           | 6    | 1 | 3 | 2 | 11:14 | 5    |
| 4.     | SV Marienwerder            | 6    | 0 | 1 | 5 | 5:20  | 1    |

|  | Geplaatst voor eindronde Westpreußen |
|  | Terugtrekking na dit seizoen         |

#### Eindronde
| Plaats | Club                       | Wed. | W | G | V | Saldo | Ptn. |
| ------ | -------------------------- | ---- | - | - | - | ----- | ---- |
| 1.     | PSV Elbing                 | 6    | 5 | 1 | 0 | 18:3  | 11   |
| 2.     | VfR Hansa Elbing           | 6    | 4 | 1 | 1 | 21:14 | 9    |
| 3.     | SV Viktoria Elbing         | 5    | 1 | 0 | 4 | 12:8  | 2    |
| 4.     | MSV Hochmeister Marienburg | 5    | 0 | 0 | 5 | 4:30  | 0    |

|  | Geplaatst voor Bezirksliga |

### Kreisliga Danzig
| Plaats | Club                    | Wed. | W | G | V | Saldo | Ptn. |
| ------ | ----------------------- | ---- | - | - | - | ----- | ---- |
| 1.     | SV 1919 Neufahrwasser   | 10   | 6 | 3 | 1 | 20:10 | 15   |
| 2.     | KS Gedania Danzig       | 10   | 5 | 2 | 3 | 17:16 | 12   |
| 3.     | SV Schutzpolizei Danzig | 10   | 4 | 2 | 4 | 18:15 | 10   |
| 4.     | BuEV Danzig             | 10   | 5 | 0 | 5 | 15:14 | 10   |
| 5.     | SC Preußen 1909 Danzig  | 10   | 3 | 2 | 5 | 19:24 | 8    |
| 6.     | RSV Hansa Danzig        | 10   | 1 | 3 | 6 | 9:19  | 5    |

|  | Geplaatst voor Bezirksliga |
|  | Degradatie                 |

### Kreisliga Stolp
| Plaats | Club                    | Wed. | W | G | V | Saldo | Ptn. |
| ------ | ----------------------- | ---- | - | - | - | ----- | ---- |
| 1.     | SV Sturm 1919 Lauenburg | 6    | 6 | 0 | 0 | 25:9  | 12   |
| 2.     | SV Viktoria 1909 Stolp  | 6    | 4 | 1 | 1 | 35:11 | 9    |
| 3.     | FC Pfeil 1919 Lauenburg | 6    | 3 | 2 | 1 | 21:9  | 8    |
| 4.     | SV Fortuna 1919 Stolp   | 6    | 3 | 0 | 3 | 9:16  | 6    |
| 5.     | SV Germania 1903 Stolp  | 6    | 2 | 1 | 3 | 23:17 | 5    |
| 6.     | SV Blücher Stolp        | 6    | 1 | 0 | 5 | 9:25  | 2    |
| 7.     | Bütower SV 1916         | 6    | 0 | 0 | 6 | 2:37  | 0    |

|  | Geplaatst voor Bezirksliga |

### Kreisliga Köslin
De competitie werd niet voltooid omdat de clubs, zoals de clubs uit Stettin, naar de Brandenburgse voetbalbond wilden wisselen, wat echter niet goedgekeurd werd door de DFB. Er nam geen club uit deze competitie deel aan de Grensmarkse eindronde en het volgende seizoen werd er zelfs geen competitie gespeeld. 
| Plaats | Club                     | Wed. | W | G | V | Saldo | Ptn. |
| ------ | ------------------------ | ---- | - | - | - | ----- | ---- |
| 1.     | MSV Hubertus Kolberg     | 4    | 3 | 0 | 1 | 14:5  | 6    |
| 2.     | SV 1910 Kolberg          | 3    | 2 | 0 | 1 | 10:11 | 4    |
| 3.     | SV Preußen Köslin        | 4    | 2 | 0 | 2 | 13:8  | 4    |
| 4.     | SC Viktoria 1921 Kolberg | 3    | 1 | 0 | 2 | 4:7   | 2    |
| 5.     | SV 1910 Schivelbein      | 4    | 1 | 0 | 3 | 7:17  | 2    |

### Kreisliga Schneidemühl
Hieronder staat de laatst bekende stand. Er vond nog een beslissende wedstrijd plaats tussen Viktoria Schneidemühl en Graf Schwerin Deutsch Krone. De uitslag hiervan is niet meer bekend, enkel dat Deutsch Krone naar de Bezirksliga ging. 
| Plaats | Club                           | Wed. | W | G | V | Saldo | Ptn. |
| ------ | ------------------------------ | ---- | - | - | - | ----- | ---- |
| 1.     | FC Viktoria Schneidemühl       | 6    | 6 | 0 | 0 | 21:5  | 12   |
| 2.     | SV Deutsch Krone               | 3    | 3 | 0 | 0 | 8:5   | 6    |
| 3.     | SV Graf Schwerin Deutsch Krone | 4    | 3 | 0 | 1 | 12:6  | 6    |
| 4.     | SV Hertha 1910 Schneidemühl    | 5    | 2 | 2 | 1 | 16:12 | 6    |
| 5.     | SC Erika 1915 Schneidemühl     | 7    | 2 | 2 | 3 | 20:13 | 6    |
| 6.     | SC Germania Neustettin         | 5    | 1 | 2 | 2 | 10:11 | 4    |
| 7.     | PSV Schneidemühl               | 5    | 1 | 0 | 4 | 13:21 | 2    |
| 8.     | FC Preußen Flatow              | 5    | 1 | 0 | 4 | 7:20  | 2    |
| 9.     | FC Germania 1915 Schneidemühl  | 4    | 0 | 0 | 4 | 3:17  | 0    |

|  | Geplaatst voor Bezirksliga |

## Bezirksliga

### Voorronde

#### Groep I
Normaliter zouden er ook in groep I drie clubs spelen, maar doordat er geen team uit Köslin was waren er slechts twee clubs. 
Heen
|                  |                                |       |                   |               |
| 7 september 1930 | SV Graf Schwerin Deutsch Krone | 2 – 0 | KS Gedania Danzig | Deutsch Krone |
| 7 september 1930 |                                |       |                   | Deutsch Krone |

Terug
|                   |                   |       |                                |        |
| 28 september 1930 | KS Gedania Danzig | 3 – 3 | SV Graf Schwerin Deutsch Krone | Danzig |
| 28 september 1930 |                   |       |                                | Danzig |

#### Groep II
| Plaats | Club                    | Wed. | W | G | V | Saldo | Ptn. |
| ------ | ----------------------- | ---- | - | - | - | ----- | ---- |
| 1.     | Polizei SV Elbing       | 4    | 2 | 1 | 1 | 7:3   | 5    |
| 2.     | SV 1919 Neufahrwasser   | 4    | 2 | 1 | 1 | 6:5   | 5    |
| 3.     | SV Sturm 1919 Lauenburg | 4    | 1 | 0 | 3 | 7:12  | 2    |

|  | Play-off eerste plaats |

Play-off
De winnaar plaatste zich voor de finale van Grensmark, de verliezer speelde nog voor een finaleticket tegen de winnaar van groep I
|                 |                  |       |                   |        |
| 19 oktober 1930 | SV Neufahrwasser | 2 – 0 | Polizei SV Elbing | Danzig |
| 19 oktober 1930 |                  |       |                   | Danzig |

### Play-off finale
|                 |                                |       |            |               |
| 26 oktober 1930 | SV Graf Schwerin Deutsch Krone | 3 – 2 | PSV Elbing | Deutsch Krone |
| 26 oktober 1930 |                                |       |            | Deutsch Krone |

Terug
|                 |            |       |                                |        |
| 2 november 1930 | PSV Elbing | 9 – 3 | SV Graf Schwerin Deutsch Krone | Elbing |
| 2 november 1930 |            |       |                                | Elbing |

Extra wedstrijd
|                 |            |       |                                |              |
| 9 november 1930 | PSV Elbing | 4 – 2 | SV Graf Schwerin Deutsch Krone | Schneidemühl |
| 9 november 1930 |            |       |                                | Schneidemühl |

### Finale
|                  |                  |       |                   |        |
| 30 november 1930 | SV Neufahrwasser | 1 – 1 | Polizei SV Elbing | Danzig |
| 30 november 1930 |                  |       |                   | Danzig |

|                 |                   |       |                  |        |
| 7 december 1930 | Polizei SV Elbing | 1 – 0 | SV Neufahrwasser | Elbing |
| 7 december 1930 |                   |       |                  | Elbing |